# Gran Premio de Finlandia de Motociclismo de 1976
El Gran Premio de Finlandia de Motociclismo de 1976 fue la novena prueba de la temporada 1976 del Campeonato Mundial de Motociclismo. El Gran Premio se disputó el 1 de agosto de 1976 en el Circuito de Imatra.

## Resultados 500cc
Tras la usencia del flamante campeón de la categoría Barry Sheene, el abanico de candidatos al triunfo era muy variado. Al final, el triunfo fue para el estadounidense Pat Hennen, que consigue su primera victoria en su carrera. Su mayor rival fue el italiano Giacomo Agostini pero problemas en el freno delantero le dejaron fuera de combate.
| Pos.     | Piloto            | Equipo | Tiempo      | Pts. |
| -------- | ----------------- | ------ | ----------- | ---- |
| 1        | Pat Hennen        | Suzuki | 48' 27" 0   | 15   |
| 2        | Teuvo Länsivuori  | Suzuki | +23" 0      | 12   |
| 3        | Philippe Coulon   | Suzuki | +33" 4      | 10   |
| 4        | John Newbold      | Suzuki | +33" 8      | 8    |
| 5        | Marco Lucchinelli | Suzuki | +34" 5      | 6    |
| 6        | Dieter Braun      | Suzuki | +50" 8      | 5    |
| 7        | Jack Findlay      | Suzuki | +1' 13" 5   | 4    |
| 8        | Christian Estrosi | Suzuki | +1' 58" 6   | 3    |
| 9        | Pekka Nurmi       | Yamaha | +1 Vuelta   | 2    |
| 10       | Karl Auer         | Yamaha | +1 Vuelta   | 1    |
| 11       | Bernard Fau       | Yamaha | +1 Vuelta   |      |
| 12       | Rob Bron          | Yamaha | +1 Vuelta   |      |
| 13       | Børge Nielsen     | Yamaha | +1 Vuelta   |      |
| 14       | Kimmo Kopra       | Yamaha | +2 Vueltas  |      |
| 15       | Bo Granath        | Yamaha | +11 Vueltas |      |
| Ret      | Giacomo Agostini  | Suzuki | Ret         |      |
| Ret      | Marcel Ankoné     | Suzuki | Ret         |      |
| Ret      | Boet van Dulmen   | Suzuki | Ret         |      |
| Ret      | Stu Avant         | Suzuki | Ret         |      |
| Ret      | Virginio Ferrari  | Suzuki | Ret         |      |
| Ret      | Alex George       | Yamaha | Ret         |      |
| Ret      | Johnny Bengtsson  | Suzuki | Ret         |      |
| Ret      | Tom Herron        | Suzuki | Ret         |      |
| Ret      | Chas Mortimer     | Suzuki | Ret         |      |
| Ret      | Edmar Ferreira    | Suzuki | Ret         |      |
| Ret      | Charlie Dobson    | Yamaha | Ret         |      |
| Ret      | Etienne Geerard   | Yamaha | Ret         |      |
| Ret      | Aari Heikkila     | Yamaha | Ret         |      |
| Ret      | Takazumi Katayama | Yamaha | Ret         |      |
| Ret      | Risto Makinen     | Yamaha | Ret         |      |
| DNS      | Barry Sheene      | Suzuki | DNS         |      |
| Sources: |                   |        |             |      |

## Resultados 350cc
El italiano Walter Villa obtuvo una sencilla victoria que le acerca al primer clasificado de la general Chas Mortimer. que acabó cuarto. Giacomo Agostini tuvo que abandonar por problemas en el encendido electrónico de su moto. El alemán Dieter Braun y el norirlandés Tom Herron fueron segundo y tercero respectivamente.
| Pos. | Piloto              | Equipo            | Tiempo    | Pts. |
| ---- | ------------------- | ----------------- | --------- | ---- |
| 1    | Walter Villa        | Harley-Davidson   | 47' 49" 1 | 15   |
| 2    | Dieter Braun        | Bakker-Morbidelli | +26" 2    | 12   |
| 3    | Tom Herron          | Yamaha            | +27" 0    | 10   |
| 4    | Chas Mortimer       | Maxton-Yamaha     | +29" 6    | 8    |
| 5    | Bruno Kneubühler    | Yamaha            | +39" 0    | 6    |
| 6    | Gérard Choukroun    | Yamaha            | +39" 8    | 5    |
| 7    | Jon Ekerold         | Yamaha            | +42" 0    | 4    |
| 8    | Víctor Palomo       | Yamaha            | +43" 4    | 3    |
| 9    | John Dodds          | Yamaha            | +43" 8    | 2    |
| 10   | Patrick Fernandez   | Yamaha            | +57" 7    | 1    |
| 11   | Jean-François Baldé | Yamaha            | +1' 01" 5 |      |
| 12   | Olivier Chevallier  | Yamaha            | +1' 13" 6 |      |
| 13   | Marcel Ankoné       | Yamaha            | +1' 16" 9 |      |
| 14   | Karl Auer           | Yamaha            | +1' 34" 4 |      |
| 15   | Pekka Nurmi         | Yamaha            | +1' 43" 3 |      |
| 16   | Timo Marala         | Yamaha            | +1 Vuelta |      |
| Ret  | Giacomo Agostini    | MV Agusta         | Ret       |      |
| Ret  | Johnny Cecotto      | Yamaha            | Ret       |      |
| Ret  | Alex George         | Yamaha            | Ret       |      |
| Ret  | Philippe Coulon     | Yamaha            | Ret       |      |
| Ret  | Tapio Virtanen      | MZ                | Ret       |      |
| Ret  | Pentti Korhonen     | Yamaha            | Ret       |      |
| Ret  | Charlie Williams    | Yamaha            | Ret       |      |
| Ret  | Alan North          | Yamaha            | Ret       |      |
| Ret  | Leif Gustafsson     | Yamaha            | Ret       |      |
| Ret  | Eero Hyvärinen      | Yamaha            | Ret       |      |
| Ret  | Anton Mang          | Yamaha            | Ret       |      |
| Ret  | Jack Findlay        | Yamaha            | Ret       |      |
| DNS  | Patrick Pons        | Yamaha            | DNS       |      |
| DNS  | Philippe Bouzanne   | Yamaha            | DNS       |      |
| DNQ  | Takazumi Katayama   | Yamaha            | DNQ       |      |

## Resultados 250cc
El italiano Walter Villa da un paso firme hacia el título de la categoría de 250 con una aplastante victoria. El japonés Takazumi Katayama ha vuelta a ganarle la partida a Giafranco Bonera al robarle el segundo puesto de la carrera.
| Pos. | Piloto              | Equipo          | Tiempo    | Pts. |
| ---- | ------------------- | --------------- | --------- | ---- |
| 1    | Walter Villa        | Harley-Davidson | 46' 45" 4 | 15   |
| 2    | Takazumi Katayama   | Yamaha          | +33" 9    | 12   |
| 3    | Gianfranco Bonera   | Harley-Davidson | +43" 8    | 10   |
| 4    | Pentti Korhonen     | Yamaha          | +44" 2    | 8    |
| 5    | Tom Herron          | Yamaha          | +49" 1    | 6    |
| 6    | Dieter Braun        | Yamaha          | +51" 5    | 5    |
| 7    | John Dodds          | Yamaha          | +1' 21" 8 | 4    |
| 8    | Patrick Fernandez   | Yamaha          | +1' 35" 5 | 3    |
| 9    | Jean-François Baldé | Yamaha          | +1' 43" 3 | 2    |
| 10   | Henk van Kessel     | Yamaha          | +1' 55" 5 | 1    |
| 11   | Olivier Chevallier  | Yamaha          | +1' 55" 8 |      |
| 12   | Etienne Geeraerd    | Yamaha          | +2' 19" 6 |      |
| 13   | Ken Nemoto          | Yamaha          | +1 Vuelta |      |
| 14   | Jon Ekerold         | Yamaha          | +1 Vuelta |      |
| 15   | Peter Baláž         | Yamaha          | +1 Vuelta |      |
| Ret  | Harald Bartol       | Yamaha          | Ret       |      |
| Ret  | Víctor Palomo       | Yamaha          | Ret       |      |
| Ret  | Chas Mortimer       | Yamaha          | Ret       |      |
| Ret  | Gérard Choukroun    | Yamaha          | Ret       |      |
| Ret  | Bruno Kneubühler    | Yamaha          | Ret       |      |
| Ret  | Hans Müller         | Yamaha          | Ret       |      |
| Ret  | Pekka Nurmi         | Yamaha          | Ret       |      |
| Ret  | Mati Rainup         | MZ              | Ret       |      |
| Ret  | Alex George         | Yamaha          | Ret       |      |
| Ret  | Markku Matikainen   | Yamaha          | Ret       |      |
| Ret  | Hans Hallberg       | Yamaha          | Ret       |      |
| Ret  | Tapio Virtanen      | MZ              | Ret       |      |

## Resultados 125cc
El flamante campeón de la categoría Pier Paolo Bianchi no tuvo problemas para ganar esta carrera y más después que el español Ángel Nieto rompiera el cigüeñal cuando iba en segundo posición. Toda la emoción estuvo en la lucha por el segundo puesto entre Gert Bender y Henk van Kessel, que cayó del lado del alemán.
| Pos. | Piloto                 | Moto       | Tiempo     | Pts. |
| ---- | ---------------------- | ---------- | ---------- | ---- |
| 1    | Pier Paolo Bianchi     | Morbidelli | 46' 27" 8  | 15   |
| 2    | Gert Bender            | GB Bender  | +53" 5     | 12   |
| 3    | Henk van Kessel        | AGV Condor | +54" 5     | 10   |
| 4    | Jean-Louis Guignabodet | Morbidelli | +1' 11" 3  | 8    |
| 5    | Paolo Pileri           | Morbidelli | +1' 17" 7  | 6    |
| 6    | Stefan Dörflinger      | Morbidelli | +1' 44" 8  | 5    |
| 7    | Anton Mang             | Morbidelli | +1' 47" 7  | 4    |
| 8    | Per-Edvard Carlsson    | Morbidelli | +2' 14" 2  | 3    |
| 9    | Matti Kinnunen         | Maico      | +2' 15" 7  | 2    |
| 10   | Eugenio Lazzarini      | Morbidelli | +2' 36" 9  | 1    |
| 11   | Julien van Zeebroeck   | Morbidelli | +2' 37" 3  |      |
| 12   | Hans Hallberg          | Yamaha     | +1 Vuelta  |      |
| 13   | Xaver Tschannen        | Maico      | +1 Vuelta  |      |
| 14   | Hans Müller            | Yamaha     | +1 Vuelta  |      |
| 15   | Hans-Jürgen Hummel     | Yamaha     | +1 Vuelta  |      |
| 16   | Per Zachrisson         | Yamaha     | +1 Vuelta  |      |
| 17   | Matti Mäkilä           | Yamaha     | +1 Vuelta  |      |
| 18   | Jaakko Koskinen        | Yamaha     | +1 Vuelta  |      |
| 19   | Peter Frohnmeyer       | Nava-DRS   | +2 Vueltas |      |
| 20   | Markku Matikainen      | Maico      | +9 Vueltas |      |
| Ret  | Jan Ubels              | Buton      | Ret        |      |
| Ret  | Harald Bartol          | Morbidelli | Ret        |      |
| Ret  | Rolf Blatter           | Maico      | Ret        |      |
| Ret  | Auno Hakkala           | Yamaha     | Ret        |      |
| Ret  | Lennart Lundgren       | Yamaha     | Ret        |      |
| Ret  | Horst Seel             | Seel       | Ret        |      |
| Ret  | Pentti Salonen         | Yamaha     | Ret        |      |
| Ret  | Ángel Nieto            | Bultaco    | Ret        |      |
| DNS  | Cees van Dongen        | Morbidelli | DNS        |      |

## Resultados 50cc
El líder de la clasificación Ángel Nieto tuvo una caída en la tercera vuelta cuando iba cómodamente situado en la primera posición. Con la pista libre, la victoria fue para el belga Julien van Zeebroeck que se había enganchado a la rueda de Nieto después de la salida.
| Pos. | Piloto                 | Moto              | Tiempo    | Pts. |
| ---- | ---------------------- | ----------------- | --------- | ---- |
| 1    | Julien van Zeebroeck   | Van Veen-Kreidler | 33' 44" 2 | 15   |
| 2    | Ulrich Graf            | Kreidler          | +6" 7     | 12   |
| 3    | Eugenio Lazzarini      | UFO-Morbidelli    | +32" 8    | 10   |
| 4    | Herbert Rittberger     | Van Veen-Kreidler | +1' 00" 7 | 8    |
| 5    | Hans-Jürgen Hummel     | Kreidler          | +1' 30" 2 | 6    |
| 6    | Theo Timmer            | Kreidler          | +1' 33" 3 | 5    |
| 7    | Rolf Blatter           | Kreidler          | +1' 34" 9 | 4    |
| 8    | Cees van Dongen        | Kreidler          | +2' 09" 6 | 3    |
| 9    | Gerrit Strikker        | Kreidler          | +2' 14" 9 | 2    |
| 10   | Günter Schirnhofer     | Kreidler          | +2' 17" 8 | 1    |
| 11   | Juup Bosman            | Kreidler          | +2' 30" 4 | 1    |
| 12   | Aldo Pero              | Kreidler          | +2' 36" 5 |      |
| 13   | Jean-Louis Guignabodet | ABF               | +2' 39" 5 |      |
| 14   | Ingo Emmerich          | Kreidler          | +3' 03" 0 |      |
| 15   | Robert Lavér           | Kreidler          | +1 Vuelta |      |
| 16   | Pierre Audry           | ABF               | +1 Vuelta |      |
| 17   | Oscar Ekstrand         | Delta             | +1 Vuelta |      |
| Ret  | Ángel Nieto            | Bultaco           | Ret       |      |
| Ret  | Engelbert Kip          | Kreidler          | Ret       |      |
| Ret  | Stefan Dörflinger      | Kreidler          | Ret       |      |
| Ret  | Rudolf Kunz            | Kreidler          | Ret       |      |